# Thando Hopa
Thando Hopa (ur. 1989 w Sebokeng) – południowoafrykańska modelka, działaczka i prawniczka. Jest pierwszą osobą z albinizmem, której twarz znalazła się na okładce Vogue. Gdy pracowała jako prokurator, została zauważona przez Gerta-Johana Coetzee, dzięki któremu rozpoczęła pracę w modelingu. Hopa stara się przedstawiać albinizm w pozytywny sposób. W 2018 pojawiła się w kalendarzu Pirelli, stając się pierwszą osobą o innym kolorze skóry niż biały z RPA, która w nim wystąpiła. Pojawiła się na liście 100 Women tworzonej przez BBC za działanie w dziedzinach różnorodności i integracji.